# تویوو توتسن
تویوو توتسن (استونیایی: Toivo Tootsen؛ زادهٔ ۱۷ ژوئن ۱۹۴۳) روزنامه‌نگار، نویسنده، سیاستمدار و نماینده سابق مجلس اهل استونی است.